# Stefania D'Amario
Stefania D'Amario (...) è un'attrice italiana.

## Biografia
Ha interpretato alcuni film divenuti dei cult movie, quali Zombi 2, Incubo sulla città contaminata e Le deportate della sezione speciale SS.

## Filmografia

### Cinema
- I ragazzi della Roma violenta, regia di Renato Savino (1976)
- Le deportate della sezione speciale SS, regia di Rino Di Silvestro (1976)
- La banda Vallanzasca, regia di Mario Bianchi (1978)
- Interno di un convento, regia di Walerian Borowczyk (1978)
- La sorella di Ursula, regia di Enzo Milioni (1978)
- Cyclone, regia di René Cardona Jr. (1978)
- Zombi 2, regia di Lucio Fulci (1979)
- Sesso profondo, regia di Frank Martin (Marino Girolami) (1979)
- Incubo sulla città contaminata, regia di Umberto Lenzi (1980)
- Il ladrone, regia di Pasquale Festa Campanile (1980)
- Identificazione di una donna, regia di Michelangelo Antonioni (1982)
- Monsignore, regia di Frank Perry (1982)

### Televisione
- Il matrimonio di Rosa Palanca, regia di Piero Panza – film TV (1974)
- Dieci registi italiani, dieci racconti italiani, regia di Pasquale Squitieri,  episodio La segnorina – serie TV (1983)